# Synaptantha tillaeacea
Synaptantha tillaeacea är en måreväxtart som först beskrevs av Ferdinand von Mueller, och fick sitt nu gällande namn av Joseph Dalton Hooker. Synaptantha tillaeacea ingår i släktet Synaptantha och familjen måreväxter. Inga underarter finns listade i Catalogue of Life.